# Běloruská sovětská socialistická republika
Běloruská sovětská socialistická republika (bělorusky Беларуская Савецкая Сацыялістычная Рэспубліка, české zkratky Běloruská SSR a BSSR) byla zakládající svazová republika Sovětského svazu, existující v letech 1919 až 1991. Běloruská SSR byla (společně s Ukrajinskou SSR) jediná ze svazových republik SSSR, která byla samostatně zastoupena i v OSN, jejímž bylo Bělorusko zakládajícím členem.
Dne 27. července 1990 přijal Nejvyšší sovět běloruské SSR Prohlášení o státní svrchovanosti. O rok později, 25. srpna 1991 pak vyhlásila Běloruská sovětská socialistická republika nezávislost na rozpadajícím se Sovětském svazu.

## Dějiny
V důsledku chaosu 1. světové války a Velké říjnové revoluce došlo 25. března 1918 k vyhlášení běloruské nezávislosti na Rusku. Běloruská lidová republika však trvala jen necelý rok: postupem času se však i v Bělorusku prosadila bolševická revoluce, a tak 1. ledna 1919 byla ve Smolensku vyhlášena Běloruská svazová socialistická republika a 5. ledna obsadila Rudá armáda Minsk.
V důsledku Rusko-polské války přišlo Bělorusko o západní část svého území, které připadlo Polsku. V letech 1924 - 1926 získala Běloruská SSR od Ruské SFSR Vitebskou, Homelskou a část Smolenské gubernie, kde byla převaha běloruského obyvatelstva. Po vpádu Sovětského svazu do východních částí Polska v roce 1939 získala Běloruská SSR svá západní území zpět. Dne 27. července 1990 vyhlásilo Bělorusko svou svrchovanost, v procesu rozpadu SSSR dne 25. srpna 1991 i plnou samostatnost. V prosinci 1991 byla oficiálně přejmenována na Běloruskou republiku.

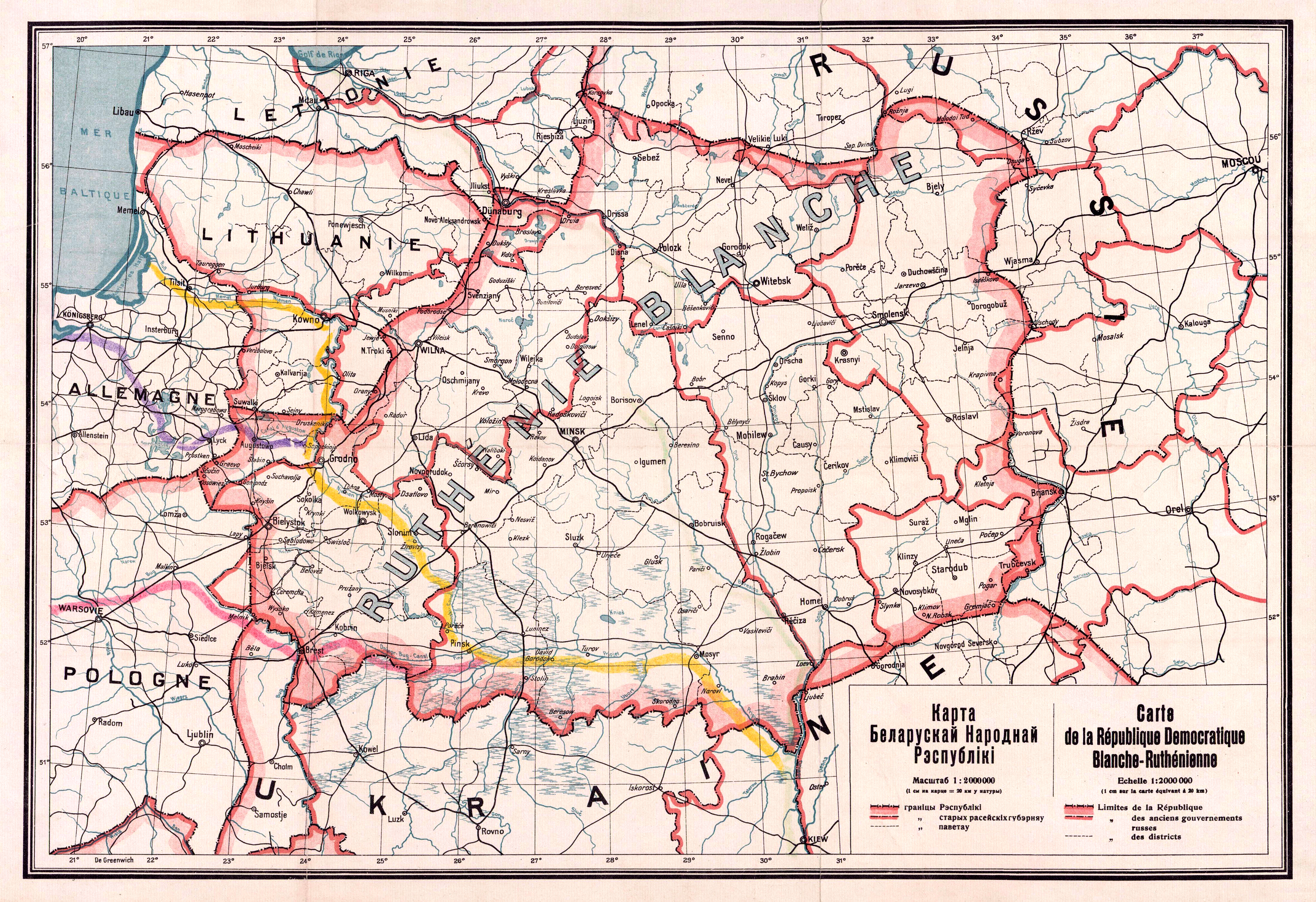
Samostatná Běloruská lidová republika roku 1918
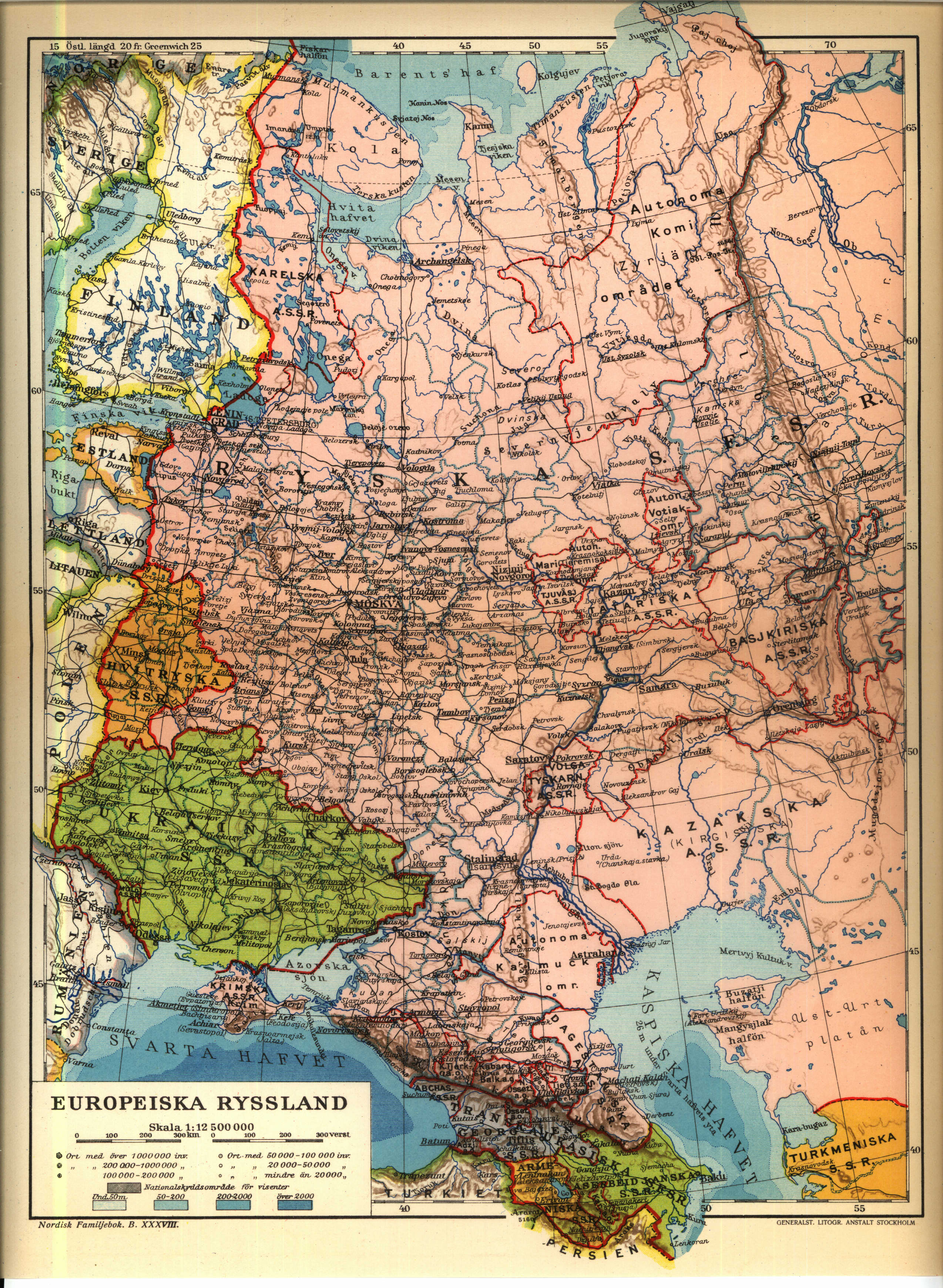
Běloruská SSR v rámci SSSR roku 1926

## Přehled představitelů

### Běloruská republika
- 9. 3. 1918 - 18. 3. 1918 – Ivan Mikitavich Syerada (Ivan Nikitich Syerada) – předseda Rady

### Běloruská lidová republika
- 18. 3. 1918 - květen 1918 – Ivan Mikitavich Syerada (Ivan Nikitich Syerada) – předseda Rady

- květen 1918 - červen 1918 – Pavel Pawlavich Alyaksyuk (Pavel Pavlovich Aleksyuk) – předseda Rady

- červen 1918 - 10. 12. 1918 – Yazep Yur'evich Lyosik (Iosif Yuryevich Lyosik) – předseda Rady

### Běloruská sovětská socialistická republika
- 1. 1. 1919 - 4. 2. 1919 – Dzmitry Fyodorovich Zhylunovich – předseda Prozatímní revoluční dělnicko-rolnické sovětské vlády

- 4. 2. 1919 - 27. 2. 1919 – Aleksandr Fyodorovich Myasnikov – předseda Ústředního výkonného výboru

### Litevsko-běloruská sovětská socialistická republika (Litbel)
- (20. 2. 1919) 27. 2. 1919 - 25. 8. 1919 (-1. 9. 1919) – Kazimierz Cichowski (Kazimir Genrykhavich Tsykhouski – předseda Ústředního výkonného výboru; LBKP

### Běloruská lidová republika
- 13. 12. 1919 - listopad 1920 Pyotr Antonavich Krechewski (Pyotr Antonovich Krechevsky) – předseda vlády

- prosinec 1919 - červenec 1920 – Ivan Mikitavich Syerada – předseda Ústředního výkonného výboru

### Běloruská sovětská socialistická republika
- 1. 8. 1920 - 16. 6. 1937 – Alyaksandr Ryhoravich Charvyakou (Aleksandr Grigoryevich Chervyakov) – předseda Ústředního výkonného výboru; KPB

- 7. 7. 1937 - 26. 10. 1937 – Mikhail Iosifovich Stakun – předseda Ústředního výkonného výboru; KPB

- 2. 11. 1937 - 4. 7. 1938 – Nikifor Yakovlevich Natalevich – úřadující předseda Ústředního výkonného výboru; KPB

- 4. 7. 1938 - 25. 7. 1938 – Nikifor Yakovlevich Natalevich – předseda Ústředního výkonného výboru; KPB

- 25. 7. 1938 - 27. 7. 1938 – Na dezhda Grigoryevna Grekovová – předsedkyně Nejvyššího sovětu; KPB

- 27. 7. 1938 - 17. 3. 1948 – Nikifor Yakovlevich Natalevich – předseda prezídia Nejvyššího sovětu; KPB

- 17. 3. 1948 - 2. 12. 1967 – Vasily Ivanovich Kozlov – předseda prezídia Nejvyššího sovětu; KPB

- 2. 12. 1967 - 22. 1. 1968 – Fyodor Anisimovich Surganov, Valentina Alekseyevna Klochkovová – úřadující spolupředsedové prezídia Nejvyššího sovětu; KPB

- 22. 1. 1968 - 13. 6. 1971 – Sergey Osipovich Pritytsky – předseda prezídia Nejvyššího sovětu; KPB

- 13. 6. 1971 - 16. 7. 1971 – Fyodor Anisimovich Surganov, Valentina Alekseyevna Klochkovová, Ivan Frolovich Klimov – úřadující spolupředsedové prezídia Nejvyššího sovětu; KPB

- 16. 7. 1971 - 27. 12. 1976 – Fyodor Anisimovich Surganov – předseda prezídia Nejvyššího sovětu; KPB

- 27. 12. 1976 - 28. 2. 1977 – Vladimir Yeliseyevich Lobanok, Zinaida Mikhaylovna Bychkovskaya – úřadující spolupředsedové prezídia Nejvyššího sovětu; KPB

- 28. 2. 1977 - 29. 11. 1985 – Ivan Yevteyevich Polyakov – předseda prezídia Nejvyššího sovětu; KPB

- 29. 11. 1985 - 28. 7. 1989 – Georgy Stanislavovich Tarazevich – předseda prezídia Nejvyššího sovětu; KPB

- 28. 7. 1989 - 18. 5. 1990 – Nikolay Ivanovich Dementyey – předseda prezídia Nejvyššího sovětu; KPB

- 18. 5. 1990 - 25. 8. 1990 – Nikolay Ivanovich Dementyey – předseda Nejvyššího sovětu; KPB

### Běloruská republika
- 18. 9. 1991 - 25. 12. 1991 (-26. 1. 1994) – Stanislau Stanislavavich Shushkyevich (Stanislav Stanislavovich Shushkyevich) – předseda Nejvyššího sovětu; bezp.